# Каменская культура
Каменская культура — археологическая культура раннего железного века (VI—I вв. до н. э.), основные находки предметов которой были сделаны в Степном Алтае. Памятники этой культуры характерны для Приобского плато, Кулундинской равнины, северной части Бийско-Чумышской возвышенности, юга Новосибирской области, правобережья Павлодарской области.

## История изучения
Культура была выделена в начале 1980-х годов А.П. Уманским и В.А. Могильниковым и названа так по памятнику Камень-II у Камня-на-Оби.
А. П. Уманксий выделял следующие признаки каменской культуры:
- полукочевое скотоводство с преобладанием в стадах овец и большой ролью крупного рогатого скота, в отличие от большереченцев, которые вели комплексное хозяйство оседлого типа;
- в отличие от памятников пазырыкской культуры и предгорий Алтая, иной погребальный обряд: семейный характер захоронений (многомогильные курганы), отсутствие захоронений с конём, внуримогильные сооружения в виде рамы из полубрёвен или горбыля, почти полное отсутствие в захоронениях предметов вооружений, в отличие от погребений большереченской культуры - иная ориентация погребений.
- характерная керамика: кувшины с ручками и налепными ушками, бочонки с горловиной, рисунок в виде имитации швов кожаного сосуда.
- широкое распространение каменых курильниц без ножек[1].

Каменскую культуру исследовали Т.Н. Троицкая, А. П. Бородовский, П.И. Шульга и другие археологи.

## Происхождение каменцев
В VI в. до н.э. территорию Лесостепного Алтая на приобском левобережье заняли племена, родственные сакам, пришедшие сюда с территории современного Казахстана, которые  вытеснили или подчинили Большереченскую культуру.

## Образ жизни
"Каменцы" занимались кочевым скотоводством, разводили коней, овец, коров. Зимой скот кормился тебеневкой - добычей травы из-под снега. В зимние месяцы каменцы откочёвывали в юго-западном направлении, на территорию Павлодарской области современного Казахстана, где был меньше снежный покров. Летом они направлялись в северо-восточном направлении - в более увлажнённое барнаульское Приобье, Новосибирскую область.
Со временем часть населения переходила к комплексному оседлому хозяйству, включавшему в себя собирательство, охоту, рыбную ловлю. О наличии у каменцев земледелия в настоящее время достоверных сведений нет, но о его существовании можно предполагать по многочисленным находкам зернотёрок.
Поселения каменцев изучены слабо. Стационарные жилища каменцев представляют собой небольшие прямоугольные полуземлянки с коридорообразными выходами. На поселениях находят свидетельства бронзолитейного производства. В основном каменские металлурги переливали металлический лом, они изготавливали небольшие изделия: ножи наконечники стрел, украшения. Не известно, использовали ли они рудную базу месторождений Рудного Алтая. Не утсановлено производство каменцами железа. Многочисленные находки пряслиц говорят о развитии ткачества.
На западе "каменцы" взаимодействовали с саками тасмолинской общности, на севере - с населением саргатской культуры, на юге прослеживается чёткая граница  граница с пазырыкской культурой, на юго-востоке каменцы взаимодействовали с быстрянской культурой. Границей между каменской и тагарской культурой выступал непроходимый заросший тайгой Салаирский кряж.

## Погребальный обряд
Курганы каменской культуры - наиболее распространённый тип археологических памятников в лесостепной части Алтая. Курганы, как правило, вытянуты цепочками в мериадиальном направлении. Курганные поля обычно занимают водоразделы. Курганы многомогильные, в одном кургане может находится до 30 погребений.В погребении присутствовала заупокойная пища (чаще всего мясная, баранина, реже - конина или говядина), железный нож, керамические сосуды. В погребениях женщин часты украшения, в мужских детали посной гарнитуры. Относительно редко встречаются предметы вооружения. 
Возведение погребального сооружения было длительным делом, занимавшим несколько десятилетий. В начальной стадии создания кургана каменцы хоронили умерших в грунтовых могилах на небольшом участке круговой формы, который огораживали рвом. По видимому, на таком кладбище захоранивались члены одной семьи. В могиле сооружалась рама из жердей или небольшой сруб из одного-двух венцов, перекравшаяся также жердями. После захоронения важной персоны, либо достижения определённого количества захоронений, над таким семейным кладбищем сооружалась курганная насыпь из плодородного грунта. Наиболее крупные курганы в диаметре могут достигать более 100 м, и высотой до 4 м.
Наиболее известные памятники Каменской культуры - Новотроицкий некрополь (окрестности с. Новотроицкое, Тальменский район Алтайского края), Бугры (окрестности одноимённого села в Рубцовском районе), Пятков Лог-1 (Волчихинский район). Все крупные курганы ограблены в древности, либо в начале XVIII века так называемыми "бугровщиками".